# Tojas
Tojas es un caserío peruano ubicado en el distrito de Pacaipampa, perteneciente a la provincia de Ayabaca del departamento de Piura, al norte del Perú. 

## Ubicación
Tojas se ubica al sur de la provincia de Ayabaca, en el distrito de Pacaipampa, en el departamento de Piura.

## Demografía
En 2017 Tojas tenía una población de 205 habitantes.
| Gráfica de evolución demográfica de Tojas entre 1993 y 2017 |
|                                                             |
| Fuentes: Población 1993 y 2017                              |